# Puusasjärvi
Puusasjärvi är en sjö i kommunen Enontekis i landskapet Lappland i Finland. Sjön ligger 442,4 meter över havet. Arean är 47 hektar och strandlinjen är 3,06 kilometer lång. Sjön  ingår i Torne älvs huvudavrinningsområde.   Den ligger omkring 290 kilometer nordväst om Rovaniemi och omkring 960 kilometer norr om Helsingfors. 
Puusasjärvi ligger öster om Puussasjärvi. 